# Centro nazionale per la ricerca in antropologia sociale e culturale
Il Centro nazionale per la ricerca in antropologia sociale e culturale (in francese: Centre national de recherche en anthropologie sociale et culturelle), meglio conosciuto con l'acronimo CRASC, è un'agenzia governativa civile di ricerca algerina.
Legalmente, è una struttura scientifica e tecnologica pubblica sotto il controllo amministrativo del Ministero dell'Istruzione Superiore e della Ricerca Scientifica e ha sede a Orano. È diretto dalla la dottoressa Nouria Benghabrit-Remaoun.